# Palmóu
Palmóu (llamada oficialmente San Xoán de Palmou) es una parroquia del municipio de Lalín, en la provincia de Pontevedra, Galicia, España.
Entre sus monumentos, destaca la iglesia románica dedicada al santo titular de la parroquia. Su tímpano, con la representación de la lucha de Sansón y el león (pieza dada a conocer por Xosé Ramón e Fernández-Oxea en los años 1930), es la cabeza de serie de un pequeño grupo de siete tímpanos con la misma escena. Sacado de forma ilegal de España, su rastro fue encontrado por Carlos Sastre Vázquez (Os sete tímpanos galegos coa loita de Sansón e o león. A propósito da posible recuperación dunha peza do noso patrimonio, en .Anuario Brigantino, 2003), y recuperado por la Diputación de Pontevedra. Hoy se exhibe en el Museo Provincial de Pontevedra.

## Lugares

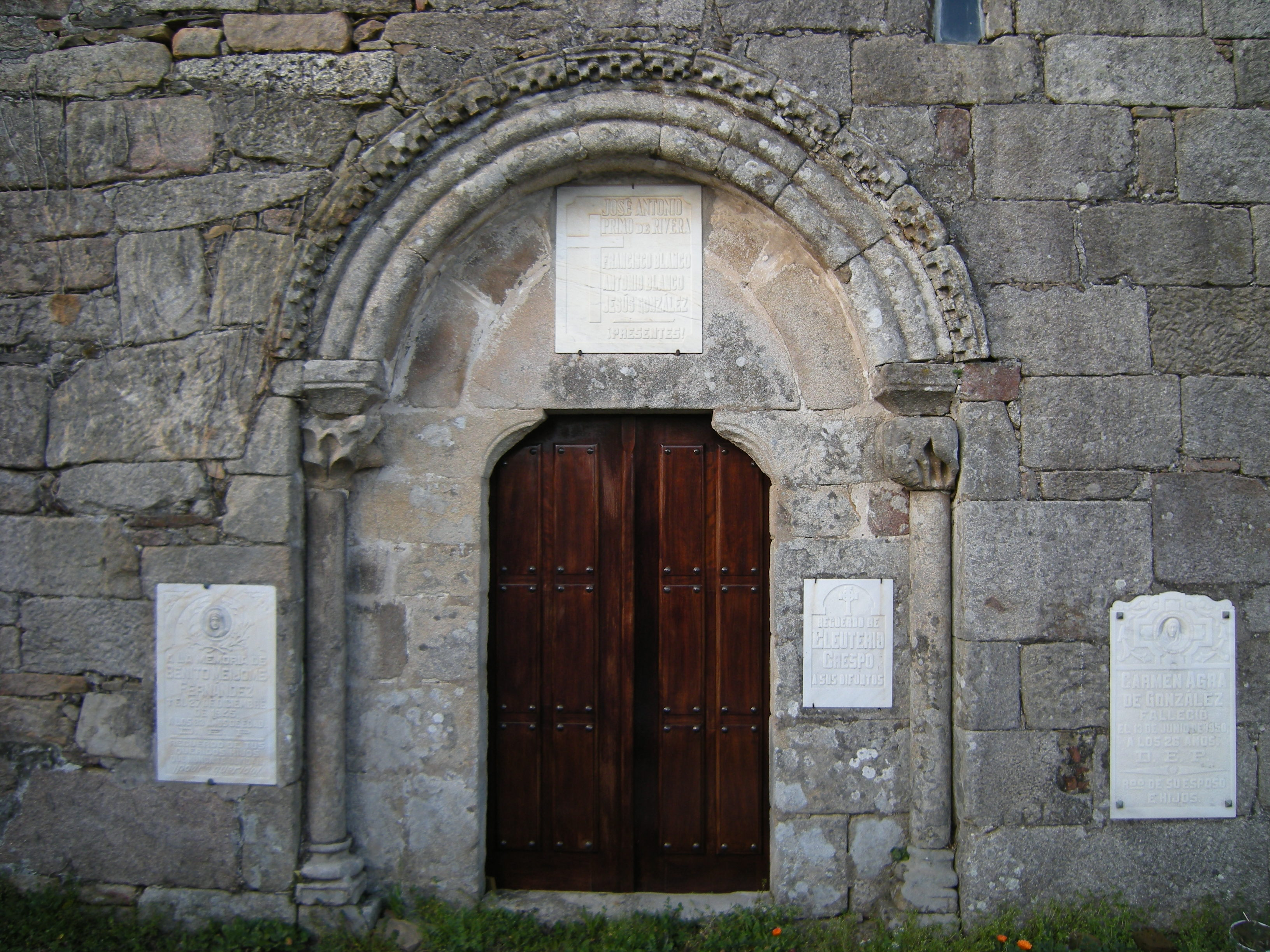
Iglesia de San Xoán de Palmou, Lalín. Portada meridional.

- A Cima de Rielo
- A Estrada
- As Tabernas
- Erbo de Abaixo
- Erbo de Arriba
- O Barreirón
- O Campo da Estrada
- O Couto
- Palmou
- Pazos
- Pedreira (A Pedreira)[2]
- Quintá
- Regufe
- Rielo